# 즈베니고로츠카야역
즈베니고로츠카야역(러시아어: Звенигородская)은 러시아 상트페테르부르크 시에 있는 상트페테르부르크 지하철 프룬젠스코 프리모르스카야 선의 역이다. 2008년 12월 20일에 개통되었다.

## 환승
즈베니고로츠카야 역에서는 키롭스코 비보륵스카야 선의 푸시킨스카야 역과 환승이 가능하다.